# シャムロック

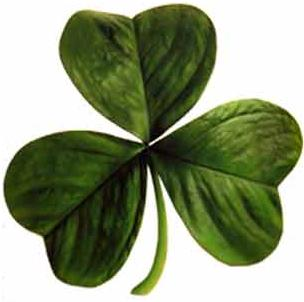
カタバミ

シャムロック（英: shamrock）は、マメ科のクローバー（シロツメクサ、コメツブツメクサなど）、ウマゴヤシ、カタバミ科のミヤマカタバミなど、葉が3枚に分かれている草の総称である。 
アイルランド語でクローバーの意味のseamairまたは、若い牧草を意味するseamrógを、似た発音で読めるように英語で綴った語である。アイルランドで432年ごろに聖パトリキウス（パトリック）は「シャムロックの葉が3つに分かれているのは「三位一体」を表しているのだ」と説明し、キリスト教の布教に利用した。 
アメリカや日本では、しばしばシャムロックと四つ葉のクローバーが混同されることがある。

## 象徴

### アイルランド
アイルランドの国花で、アイルランド政府により商標登録されている。アイルランドでは何処でも見られるので、アイルランドを表すものに使われることが多い。
アイルランドの聖人となった聖パトリキウス（パトリック）の命日である3月17日は聖パトリックの日と呼ばれ、シャムロックを胸に飾るか、緑色のものを身に付けて祝う。
アイルランドのフラッグ・キャリアであるエアリンガスは尾翼章にシャムロックを図案化しており、コールサインも「shamrock」である。
ラグビーアイルランド代表（アイルランド共和国および北アイルランドから選出）やセルティックFCのエンブレムにも使用されている。
王立アルスター警察隊の旗に使われていた。

### その他
モントリオールの市旗に使われている。

### ギャラリー

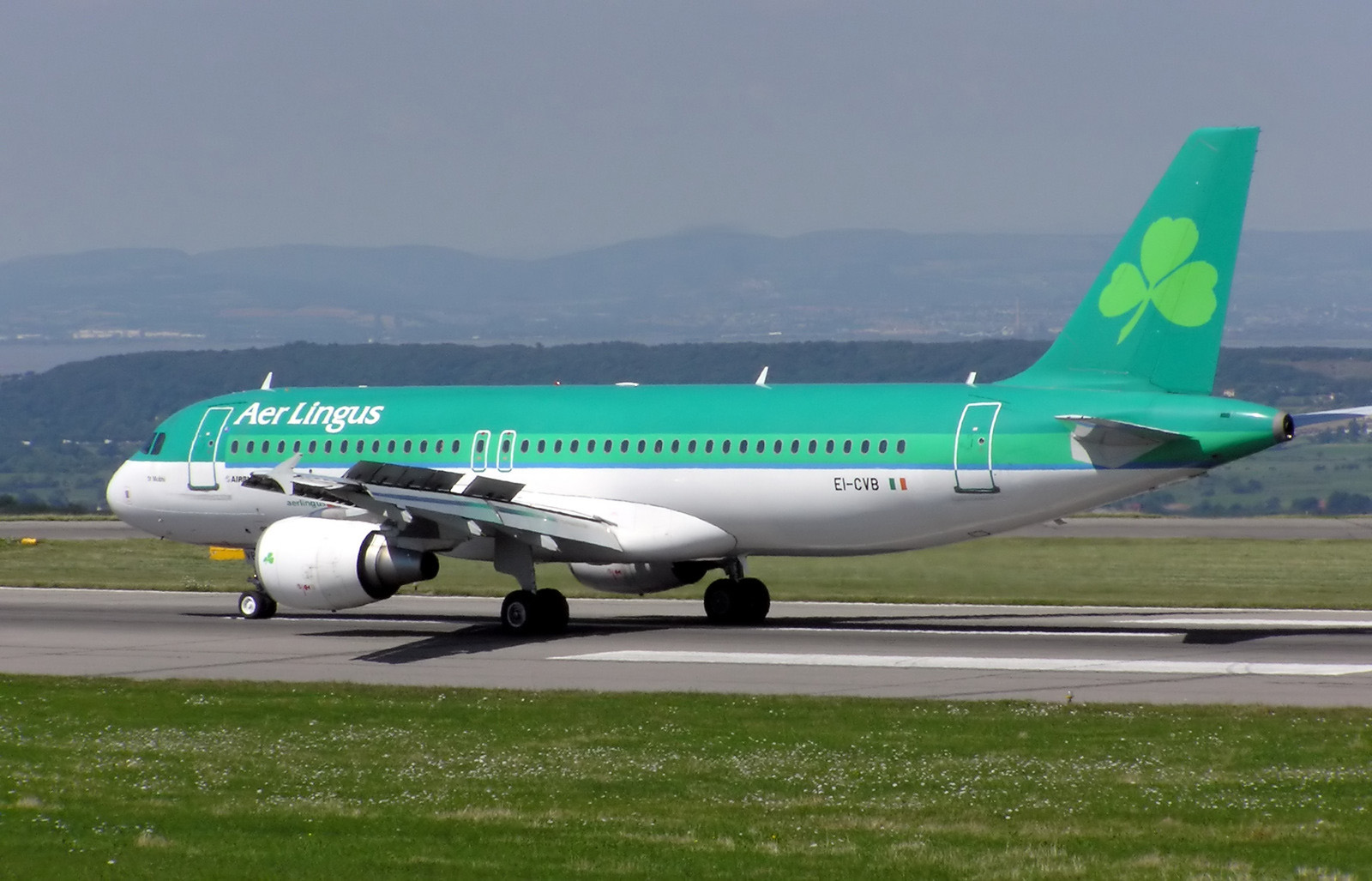
エアリンガス
アイルランドラグビー協会の旗
モントリオールの市旗